# Løvspring
Løvspringet er den proces, som dækker de løvfældende planter med nye blade i løbet af nogle få uger af foråret. Processen indledes med, at vinterdvalen bliver afbrudt ved en enzymstyret nedbrydning af hæmmende stoffer i planten. De forskellige arter har forskellige, udløsende faktorer for dvaleafslutningen. Det kan være lysmængden, det kan være temperaturen eller det kan være kombinationer af disse forhold.
Når vinterdvalen er afbrudt, flyttes der sukker fra lagrene i veddet ud i cellerne bag knopperne. Her opbygges der efterhånden et stigende overtryk (turgortryk), som presser de sarte, sammenfoldede blade og skud frem mellem knopskællene. Så snart bladene modtager lys, går de i gang med fotosyntesen og bidrager dermed til ernæring af planten. Det er dog konstateret, at de første 5 blade på skuddet dannes alene ud fra den oplagrede næring.
Det betyder til gengæld, at planterne er helt udtømt for oplagsnæring under løvspringet. Det er med andre ord den mest sårbare periode i de løvfældende planters årscyklus. Det er velkendt, gammel erfaring, at planterne hverken tåler beskæring eller omplantning under løvspringet, og forklaringen skal altså søges i denne totale udmattelse.